# コットンマウス・キングス
コットンマウス・キングス(Kottonmouth Kings)とは、アメリカ合衆国,カリフォルニア州,オレンジ・カウンティにて結成された、ヒップホップ・グループである。最大で4人のMC、1人のDJ、1人のドラマー、1人のダンサーから成る7人編成であったが、一部のメンバーが脱退し、現在は3人のMCとなっている。自らの音楽性を"psychedelic hip-hop punk rock"と称している。

## 現在のメンバー
- D ローク / D-Loc (rapper)(1994–2016; 2018– )
- セイント・ドッグ / Saint Dog (rapper)(1994–1999; 2018– )
- ジョニー・リクター / Johnny Richter (rapper)(1994-2013; 2018- )

### 旧メンバー
- パカリカ／Pakelika (故人) (dancer) (1994–2010)
- The Taxman a.k.a. "Munchies" (hypeman) (2000–2013)
- DJ ボビー B / DJ Bobby B (DJ, Producer) (1994–2015)
- Mikey Bonez (guitar) (2015–2016)
- ダディX / Daddy X (rapper) (1994–2016)
- ダートボール / The Dirtball (rapper) (2009–2016)
- ルー・ドッグ / Lou Dog (percussion) (1994–2016)

## ディスコグラフィー

### アルバム
- Royal Highness - 1stアルバム(1998.8.11)
- Hidden Stash - 2ndアルバム(1999.10.26)
- High Society - 3rdアルバム(2000.6.27 / 全米アルバムチャート初登場65位)
- Hidden Stash II: The Kream of the Krop - 4thアルバム(2001.10.9 / 全米アルバムチャート初登場100位)
- Rollin' Stoned - 5thアルバム(2002.10.8 / 全米アルバムチャート初登場51位)
- Fire It Up  - 6thアルバム(2004.4.20 / 全米アルバムチャート初登場42位)
- Kottonmouth Kings - 7thアルバム (2005.5.31 / 全米アルバムチャート初登場50位)
- Koast II Koast  - 8thアルバム(2006.6.6 / 全米アルバムチャート初登場39位)
- Cloud Nine - 9thアルバム(2007.9.15 / 全米アルバムチャート初登場44位)
- The Green Album- 10thアルバム(2008.10.28 / 全米アルバムチャート初登場42位)
- Long Live The Kings- 11thアルバム(2010.4.20 / 全米アルバムチャート初登場26位)
- Sunrise Sessions - 12thアルバム(2011.7.19 / 全米アルバムチャート初登場46位)
- Mile High- 13thアルバム(2012.8.14 / 全米アルバムチャート初登場36位)

### その他
- Hidden Stash (1999)レアトラック集
- Hidden Stash II (2001)レアトラック集
- Classic Hits Live(2003)ライブ盤
- Kottonmouth Xperience(2004)-DVD付ストーナー・リミックス集
- Joint Venture (2005)-レアトラック集＆それまでのミュージック・ヴィデオを全収録したDVD付
- Hidden Stash III -DVD付きレア・トラックス集(2006.12.21 / 全米アルバムチャート初登場199位)
- Kottonmouth Xperience II(2008)DVD付ストーナー・リミックス集
- Greatest Highs(2008)ベスト盤
- Hidden Stash 4-20 (2009)-DVD付きレア・トラックス集